# 科森縣 (南達科他州)
科森縣（英語：Corson County）是美國南達科他州北部的一個縣，北鄰北達科他州，東界密蘇里河。面積6,551平方公里。根据美國2000年人口普查，共有人口4,181人。縣治麥金托什 （McKintosh）。
成立於1909年3月2日。縣名紀念南達科他州最高法院首席法官戴頓·科森。